# Catastrophe ultraviolette

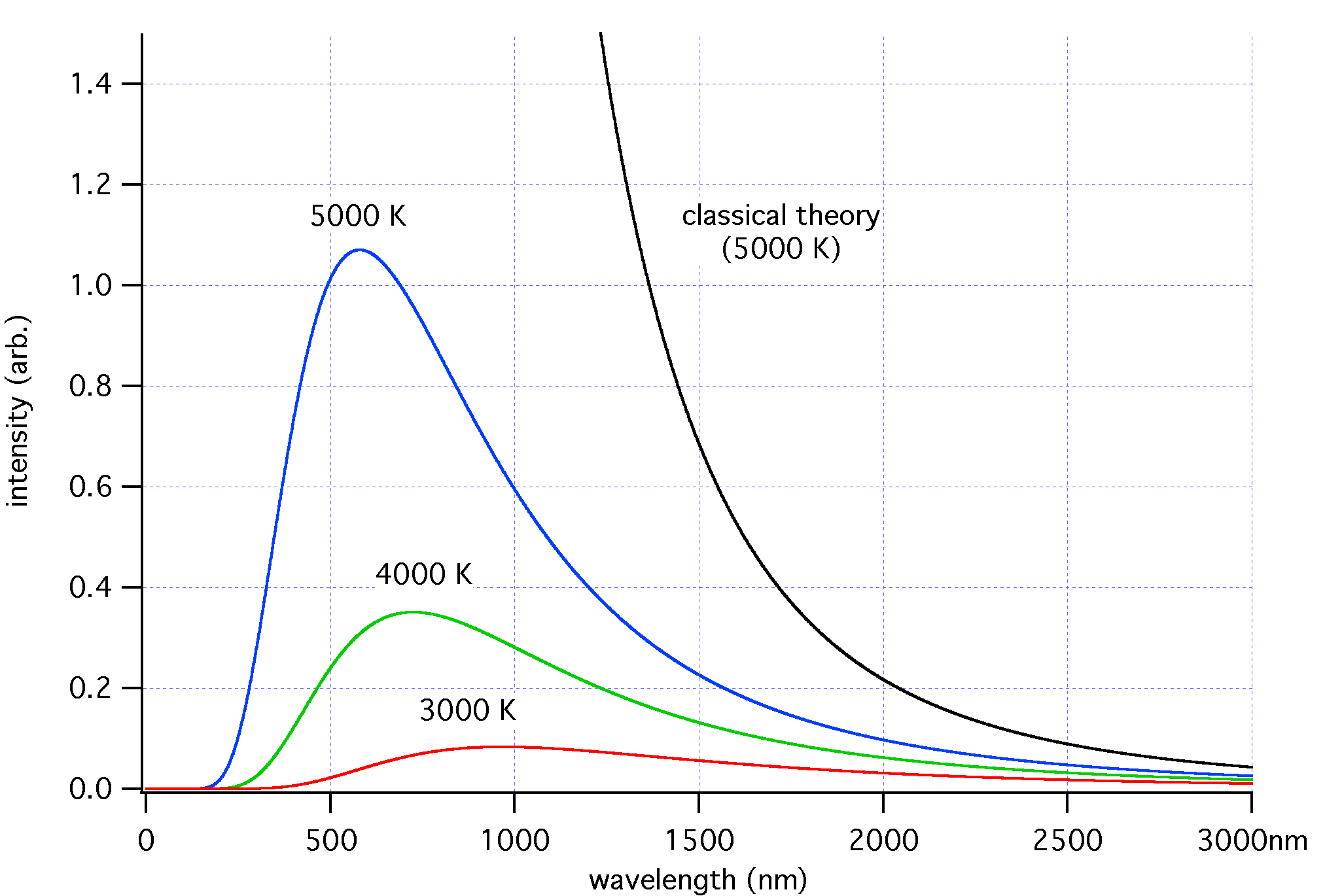
La catastrophe ultraviolette est l'erreur mise en évidence pour les courtes longueurs d'onde (correspondant à T > 5000 K) dans la Loi de Rayleigh-Jeans du modèle classique (courbe en noir), donnant l'énergie émise par un corps noir idéal (la courbe correcte est celle en bleue prédite par la loi de Planck).

La catastrophe ultraviolette est l'expression utilisée par le physicien autrichien Paul Ehrenfest pour qualifier les résultats des premières expériences qui étaient en contradiction avec la physique classique. Réalisées entre 1880 et 1900, ces expériences concernaient le rayonnement thermique émis par un corps chauffé, le rayonnement du corps noir.
L'échec de la résolution de ce problème à partir de modèles de la physique classique (lois de Wien et de Rayleigh-Jeans) poussera Max Planck à introduire un nouveau concept, le quantum d'énergie, qui sera à la base de la création d'une toute nouvelle physique, la physique quantique.

## Histoire
À la fin du XIXe siècle, la quasi-totalité des phénomènes physiques étaient expliqués par deux théories : l'électromagnétisme de Maxwell et la gravitation de Newton. Dans les années 1880, des physiciens observent le rayonnement d'un corps en fonction de sa température, comme pour le fer qui devient rouge autour de 600 °C puis blanc autour de 2 000 °C.
Les travaux de Friedrich Paschen et Wilhelm Wien aboutissent en 1896 à la loi de Wien qui énonce que la longueur d'onde de la lumière la plus puissante émise par un corps noir est inversement proportionnelle à sa température. Ce modèle parvient alors à modéliser correctement l'émission spectrale du corps noir pour les longueurs d'onde suffisamment longues, mais ses prédictions divergent des résultats expérimentaux pour les longueurs d'onde plus faibles. En 1900, Lord Rayleigh montre que la puissance rayonnée est proportionnelle à la température absolue et inversement proportionnelle à la longueur d'onde puissance quatre. Si ce modèle fonctionne pour les longueurs d'onde importantes, il donne un résultat aberrant pour les longueurs d'onde faibles, le corps noir étant censé selon cette loi émettre des rayonnements toujours plus importants à mesure que la longueur d'onde diminue, notamment dans le domaine ultraviolet. Cela amènera Paul Ehrenfest à créer le terme de « catastrophe ultraviolette ».

## Description
La théorie du rayonnement prévoit que le rayonnement émis par un corps chauffé est proportionnel à la température absolue et inversement proportionnel à la longueur d'onde portée à la puissance 4.
Au cours de l'année 1900, des expériences montrent que cette théorie du rayonnement fonctionne bien pour des émissions allant de l'infrarouge au vert. Par contre, pour le bleu, le violet et, plus encore, l'ultraviolet, les résultats ne concordent pas du tout avec cette théorie, qui est mise en échec. Par exemple, selon la théorie, un feu de cheminée serait une source de rayonnements mortels (de rayons gamma).
C'est pour apporter une réponse à ce problème de théorie du rayonnement que le physicien allemand Max Planck propose à la fin de l'année 1900 une idée révolutionnaire qui, pour la première fois, postule qu'un phénomène physique peut être discontinu.
Selon le philosophe des sciences Étienne Klein, la catastrophe ultraviolette n'aurait en réalité joué aucun rôle dans l'émergence des idées de Max Planck. Premièrement, l'expression « catastrophe ultraviolette » serait postérieure à la publication des articles de Max Planck de 1900. Deuxièmement, Max Planck avait soutenu sa thèse de doctorat sur le thème du second principe de la thermodynamique (selon lequel dans un système isolé, l'entropie ne peut que croitre) qu'il considérait comme un principe fondamental de la physique. Max Planck, qui considérait ce principe comme la cause de l'irréversibilité des phénomènes physiques, souhaitait approfondir sa connaissance des interactions entre la lumière et la matière qui, selon lui, jouaient un rôle majeur dans les phénomènes précités

## Résolution classique du corps noir

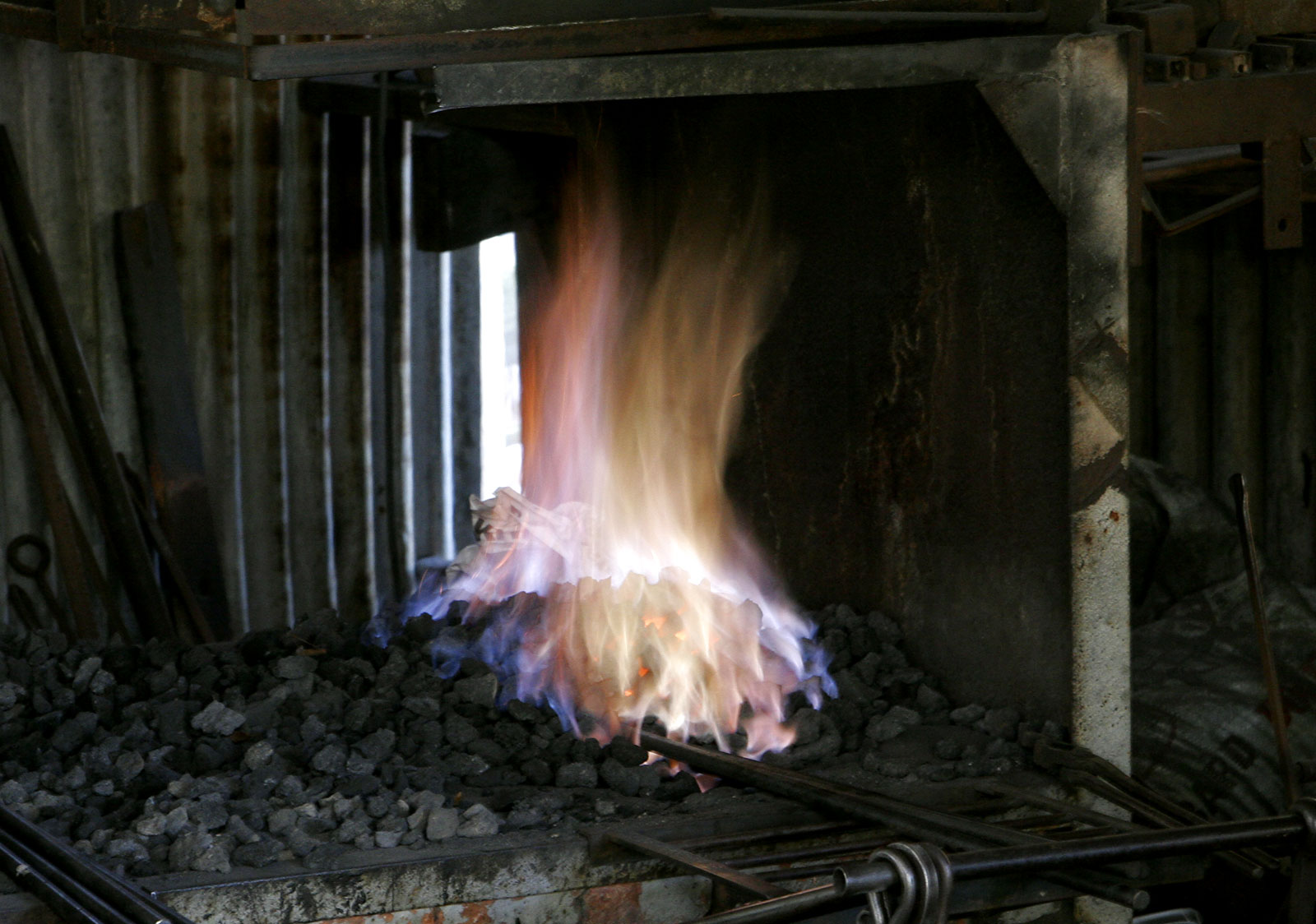
Charbons dans une fournaise. Les flammes les plus chaudes sont blanches, et non pas violettes. Le bleu est la dernière couleur émise, lorsque l'on tend vers les chaleurs plus intenses.

Un corps noir est modélisé par une cavité contenant de l'énergie sous forme d'un champ électromagnétique. En raison des conditions aux limites, le champ prend la forme d'une onde stationnaire admettant un ensemble discret de modes.
Par exemple, les modes propres d'une cavité réfléchissante ne peuvent avoir pour fréquence que :
{\displaystyle \,\nu ={\frac {nc}{2L}}}
où L est la longueur de la boîte, n un entier naturel non nul quelconque et c la vitesse de la lumière.

Illustration des conditions aux limites en dimension 1

Image des modes propres discrets possibles (voir aussi les articles onde sur une corde vibrante et onde stationnaire)

En électromagnétisme, on montre plus généralement que le nombre de modes par unité de fréquence de la cavité est proportionnel au carré de la fréquence :
{\displaystyle \,{\frac {\mathrm {d} N}{\mathrm {d} \nu }}\propto \nu ^{2}}.
En appliquant le théorème d'équipartition de l'énergie, chaque mode doit contenir une énergie kT/2, où k est la constante de Boltzmann et T la température du système. Il en résulte que l'énergie par unité de fréquence suit la loi de Rayleigh-Jeans :
{\displaystyle {\frac {\mathrm {d} E}{\mathrm {d} \nu }}\propto T\nu ^{2}}.
Ainsi l'énergie par unité de fréquence tend vers l'infini lorsque la fréquence tend vers l'infini et l'énergie totale est infinie.